# 中間特鯰
中間特鯰（学名：Tatia intermedia）為輻鰭魚綱鯰形目項鰭鯰科的其中一種，為熱帶淡水魚類，分布於南美洲亞馬遜河下游支流及圭亞那沿岸淡水流域，體長可達12公分，棲息在底層水域，生活習性不明。
其种加词“intermedia”意为“中间的”。